# Lene Cécé
Lene Cécé ist ein kleiner, durch einen Überhang geschützter Bereich an einer Klippe, etwa 2,5 Kilometer vom osttimoresischen Ort Tutuala (Verwaltungsamt Tutuala, Gemeinde Lautém) entfernt, an der Ostspitze der Insel Timor. Er liegt einige Kilometer vom Meer entfernt, in einer Höhe von 250 m, etwa 500 Meter nordöstlich der Straße von Tutuala zum Strand von Valu und ist nach Südwesten, in Richtung Landesinnere ausgerichtet.
Mehrere Tausend Jahre alte Felsmalereien wurden hier entdeckt. Die Bilder befinden sich hoch an der Wand des Überhangs, das oberste in einer Höhe von drei Metern. Am auffälligsten sind Bilder von kleinen Anthropomorphen in Frontal- und Profilpositionen, Boote und strahlenumkränzte Kreise, die als Sonnen oder Sterne gedeutet werden können. Ein großes Boot hat einen hohen, hochgezogenen Bug, der aufwendig mit einem „Drachen“ dekoriert ist. Das Heck fällt ab. Menschliche Gestalten stehen an Deck und im Bootsinneren, das im Röntgenstil dargestellt wird. Einige der Figuren haben aufwendige Kopfbedeckungen und halten Waffen oder andere Gegenstände. Über dem Boot befindet sich ein Vogel, der durch eine Leine oder ein Seil mit einer der menschlichen Figuren verbunden zu sein scheint. Dieser Vogel hat eine große Ähnlichkeit mit einem Kasuar. Ein Strahlkreis über dem Boot hat 12 durchgezogene rote Strahlen und der Mittelkreis ist in Quadranten unterteilt. Das Boot hat Merkmale, wie sie auch bei Kriegskanus zu finden sind, die in der detaillierteren, naturalistischen Form auf frühen Bronzetrommeln der Dong-Son-Kultur (etwa 800 v. Chr. bis 200 n. Chr.) aus dem Gebiet des heutigen Vietnams, zu finden sind. Spätere Trommeln zeigen stilisiertere Bilder, ebenso spätere ostindonesische Trommeln aus dem 3. Jahrhundert n. Chr. Solche Trommeln wurden unter anderem auch in Osttimor gefunden.
Ein kleineres Boot zeigt deutliche Ähnlichkeiten mit einem Bild in Dudumahan auf der Molukkeninsel Kei Kecil.